# Orchestre symphonique de Dubrovnik
L'Orchestre symphonique de Dubrovnik est un orchestre de musique professionnel de la ville de Dubrovnik et est le principal porteur d'événements musicaux à Dubrovnik. Dans son œuvre, il perpétue la tradition musicale qui a commencé à se développer au début de la République de Dubrovnik.

## Histoire
La musique à Dubrovnik s'est développée avec l'aide de familles nobles influentes. Les premiers groupes de musique ont été fondés pour donner des concerts en l'honneur du patron de la ville Saint Blaise (Sv. Vlaho). Les musiciens les plus talentueux ont été choisis pour donner des concerts en son honneur.
Alors que le nombre de musiciens à Dubrovnik augmentait, le Sénat a décidé de faire venir des professeurs qualifiés dans la ville pour enseigner la musique aux jeunes. En plus d'enseigner la musique, les professeurs jouaient dans l'orchestre de musique du duc. À cette époque, l'influence musicale à Dubrovnik provenait principalement d'Italie, c'est donc pourquoi les professeurs étaient pour la plupart italiens, et que les jeunes musiciens se rendaient à Naples et à Rome pour étendre leur éducation musicale.
L'Orchestre de Dubrovnik a été fondé par de jeunes passionnés, diplômés du Gymnase de Dubrovnik. Le nom original de l'orchestre a été changé en Orchestre philharmonique de Dubrovnik en 1925. Au cours des premières années, un nombre croissant de jeunes musiciens et professionnels sont devenus membres de l'Orchestre et ont interprété des œuvres musicales plus complexes avec des chefs célèbres : Tadeusz Sygietynski, Josef Vlach Vruticky et des œuvres créées par le compositeur polono-dubrovnik Ludomir Michael Rogowski. Consciente de la diversité du public touristique, la ville de Dubrovnik, avec le soutien des membres de l'Orchestre, a fondé en 1946 l'Orchestre de la ville de Dubrovnik, qui était un corps musical professionnel et à ce titre le principal porteur du Festival d'Été de Dubrovnik. Pendant une courte période, l'orchestre s'appelait l'Orchestre du Festival de Dubrovnik, et avec le chef d'orchestre de l'époque, Nikola Debelić, dans les années 70, il fit de nombreuses tournées (Suisse, Allemagne, Belgique, Pays-Bas), ainsi qu'une tournée de trois mois aux États-Unis et Canada (comprenant plus de 120 concerts avec les solistes Vladimir Krpan, Ivo Pogorelić, Valter Dešpalj et d'autres). En 1992, l'orchestre a changé son nom pour la dernière fois en son nom actuel, l'Orchestre symphonique de Dubrovnik.
Les membres de l'orchestre sont des musiciens universitaires qui ont principalement acquis leurs connaissances à l'Académie de musique de Zagreb, mais aussi dans le monde entier. La liste de concerts est très longue, incluant des tournées en Europe, aux États-Unis et en Indonésie. L'Orchestre symphonique de Dubrovnik a collaboré avec de grands noms : Lovro von Matačić, Antonio Janigro, Zubin Mehta, Kiril Kondrashin, Ernst Märzendorfer, Milan Horvat, Nikola Debelić, Pavle Dešpalj, Anton Nanut, David Ojstrah, Lord Yehudi Menuhin, Mstislav Rostropovich, Henryk Szeryng, Uto Ughi, Christoph Eschenbach, Stefan Milenkovich, Ivo Pogorelić, Dubravka Tomšič, Dunja Vejzović, Ruža Pospiš Baldani, Monika Leskovar, Radovan Vlatković, Mischa Maisky, Yuri Bashmet, Julian Rachlin, Michel Legrand, Alun Francis, Ivo Dražinić Fedotov, Goran Končar, Maxim Vengerov, Nicholas Milton, Christoph Campestrini, Dmitry Sinkovsky, Radovan Vlatković, Emmanuel Tjeknavorian et bien d'autres.

## Présent
Au cours de l'année, DSO organise un certain nombre de cycles et de festivals de musique tels que le "Dubrovnik Music Spring", le cycle de musique baroque Orlando Furioso, le Festival international de musique d'airs d'opéra "Tino Pattiera", le Festival international de musique de Dubrovnik à la fin de l'été, Stradun Classic et Autumn Music Moscar. L'orchestre se produit également régulièrement dans le cadre du Festival d'été de Dubrovnik. Dans son répertoire, il accorde une grande attention aux compositeurs dubrovnikois et croates. Pendant la saison des concerts, il se produit lors de concerts dans l'atrium du palais du recteur et fait également des apparitions notables en Croatie et à l'étranger.
Le directeur de l'Orchestre symphonique de Dubrovnik est Damir Milat et le chef d'orchestre est Marc Tardue.